# Richard Heintz
Richard Heintz, (Herstal,1871-Sy (Bèlgica), 26 de maig de 1929) fou un pintor impressionista belga, conegut com el Mestre de Sy, o com El mestre sense escola. És considerat com un dels artistes de Liège més importants de la seva generació.
| «                      | Je ne vis que pour peindre cette si belle et si difficile nature ; n'est-ce point là ma seule raison d'être ? | » |
| — Richard Heintz, 1915 | |   |

## Biografia
Va viure a Lieja amb la seva família, posteriorment a Gand on va aprendre flamand amb el seu cosí aquarel·lista i aguafortista, i es va inscriure a l'Acadèmia de Gant el 1886. Posteriorment va completar els seus estudis a l'académie royale des beaux-arts de Liège (on va ser alumne d'Adrien de Witte i d'Émile Delperée), va ser becat per la fundació Lambert Darchis per anar a Roma de 1906 a 1912. Quan va retornar, es va establir a Sy i va començar a pintar molt. Es va casar el 1926 amb Madeleine Orban i fins al 1929 van viure a Nassogne. Va morir inesperadament el 1929. Tot i no haver sigut mai professor, va influir sobre diversos artistes com Fernand Ponthier i Aristide Capelle.

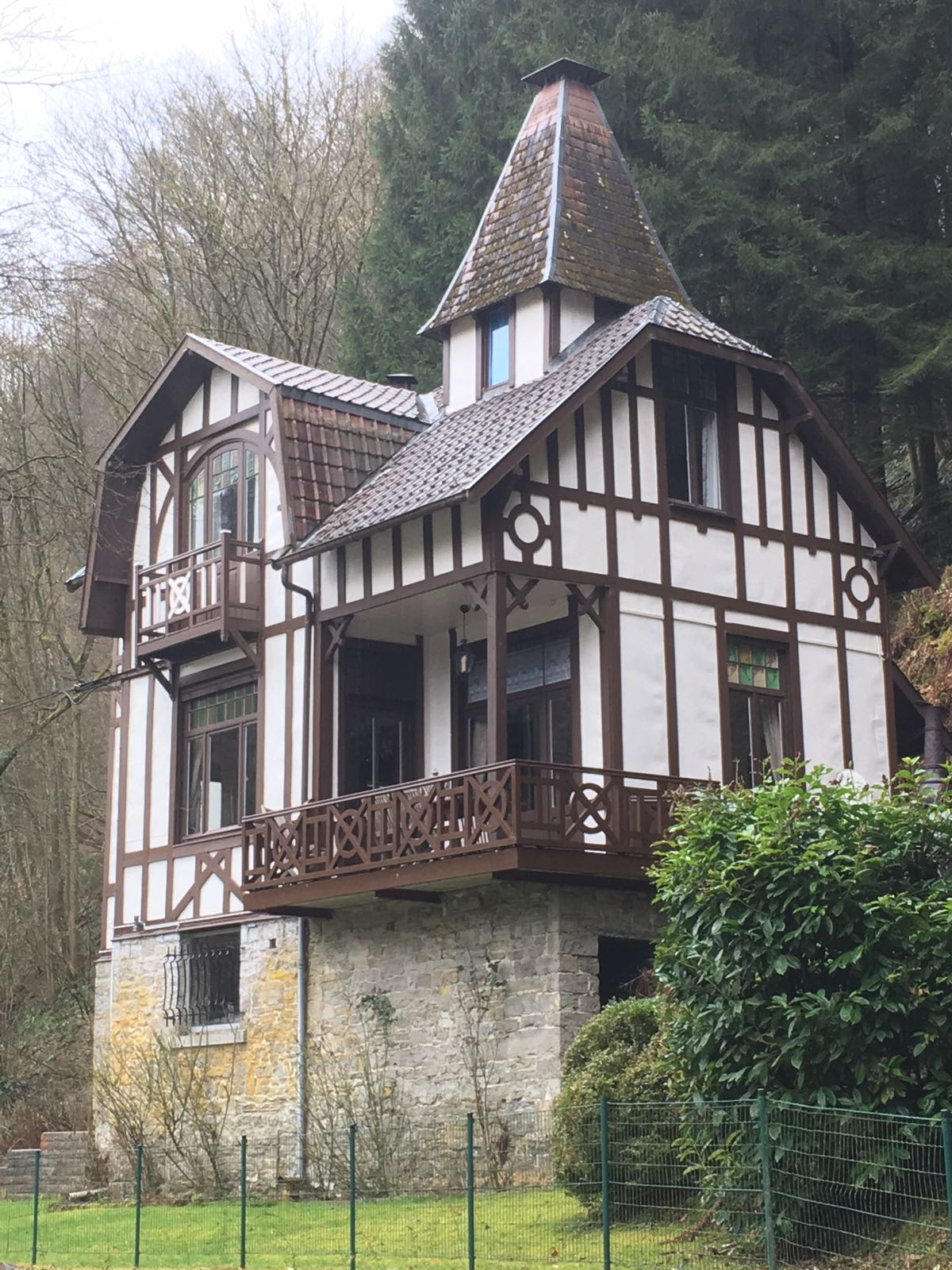
Casa de Richard Heintz (1871-1929) a Verleine sur Ourthe.

### Obres destacades (Cronologia)
- 1892 : La ferme, col·lecció privada.
- 1893 : Le séchage du linge-1893, col·lecció privada.
- 1894 : séjour à Tegernsee, en compagnie de l'écrivain Paul Gérardy.
  - Sous-bois (après la pluie), Sauheid, col·lecció privada.
  - Fermette, col·lecció privada.
  - Paysage à Tegernsee, aquarelle, au cabinet des estampes et des dessins de la Ville de Liège.
  - Le vol d'oies à Tegernsee, col·lecció privada.
  - Matin, brouillard, Sy, col·lecció privada.
- 1895 : Impression. Effet de neige par une belle journée de février 1895 (Vue prise à Sy), col·lecció privada.
- 1896 : Colonstère-Impression, col·lecció privada.
- 1897 :
  - Horizons, col·lecció privada.
  - Strivay près d'Esneux, col·lecció privada.
- 1899 : 
  - Sous-bois-1899, col·lecció privada.
  - Neige à Sy, col·lecció privada.
- 1900 : 
  - Le moulin de Rothem, col·lecció privada.
  - Dégel au bois d'Angleur, col·lecció privada.
  - Neige à Sy, col·lecció privada.
- 1902 :
  - Vallée, col·lecció privada.
  - L'église de Verlaine, col·lecció privada.
  - L'église
- 1903 : Le rocher du Sabot à Sy, col·lecció privada.
- 1904 : L'Ourthe à Hamoir-Lassus, col·lecció privada.
- 1905 :
  - Liège - exposition 1905, col·lecció privada.
  - La Roche Noire à Sy, au Musée des beaux-arts, à Liège.
- 1906 : Sy-1906, col·lecció privada.
- 1907, août : San Giovanni del Toro (Ravello), col·lecció privada.
- 1908 :
  - La piazetta de Venise, col·lecció privada.
  - Le palais des doges à Venise, au Musée des beaux-arts, à Liège.
- 1913 :
  - Les grandes eaux à la roche noire, Sy-hiver 1913, col·lecció privada.
  - Ortho, col·lecció privada.
- 1914 :
  - Inondation à Sy en 1914, col·lecció privada.
  - La maison Sarton à Our, col·lecció privada.
- 1915 : Vers le soir, Sy, col·lecció privada.
- 1916 :
  - Effet de soir à Sy, col·lecció privada.
  - Chaumière à La Gotale, col·lecció privada.
  - À Lesse, col·lecció privada.
  - À Bra s/Lienne, collection G.Anciaux.
- 1917 : Paysage des Fagnes, col·lecció privada.
- 1918 : Matin d'avril à Hony, col·lecció privada.
- 1919 : La ferme, col·lecció privada.
- 1921 : Portrait d'Aristide Capelle.
- 1922 : Crépuscule, Chiny-novembre 1922, col·lecció privada.
- 1923 : La roche aux corneilles à Sy, col·lecció privada.
- 1925 :
  - Sy, col·lecció privada.
  - Matin à Sy, collection privée
  - La Roche noire, col·lecció privada.
  - Le rocher du Sabot à Sy, collection G. Anciaux.
- 1926, février : Le cap Ferrat, col·lecció privada.
  - La maison d'un belge à Catignac, collection privée
- 1927 : Brouillard et givre, au Musée des beaux-arts, à Liège.
- 1928 :
  - La Roche Noire, au Musée des beaux-arts, à Liège.
  - La chaumière Mathieu à Sy, col·lecció privada.
  - La Lesse à Transinne, col·lecció privada.
  - La ferme Colas à Nassogne-janvier 1928, col·lecció privada.
- 1929 : Printemps à Sy

## Galeria

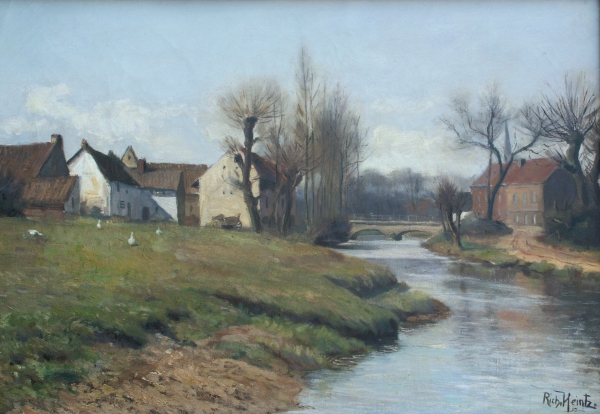
La ferme (1892)
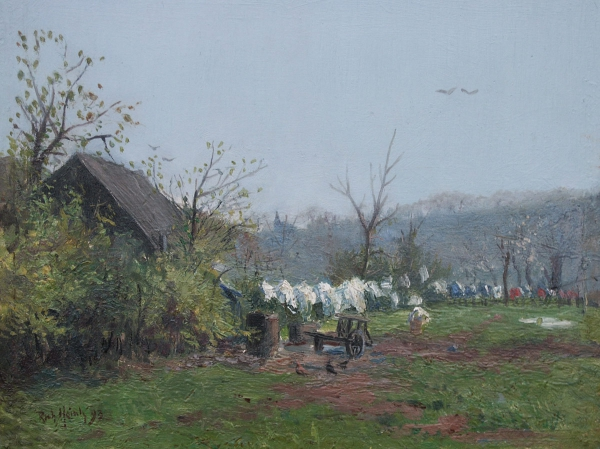
Le séchage du linge (1893)
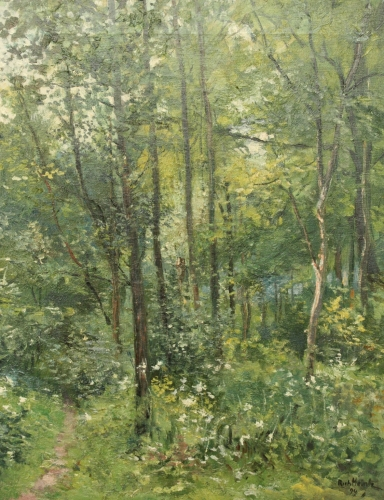
Sous-bois, après la pluie, Sauheid (1894)
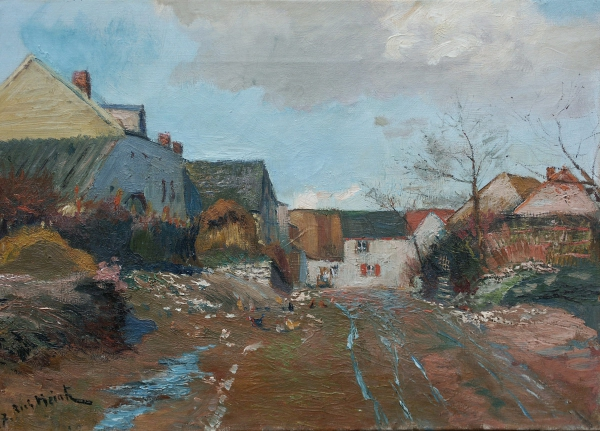
Strivay près d'Esneux (1897)
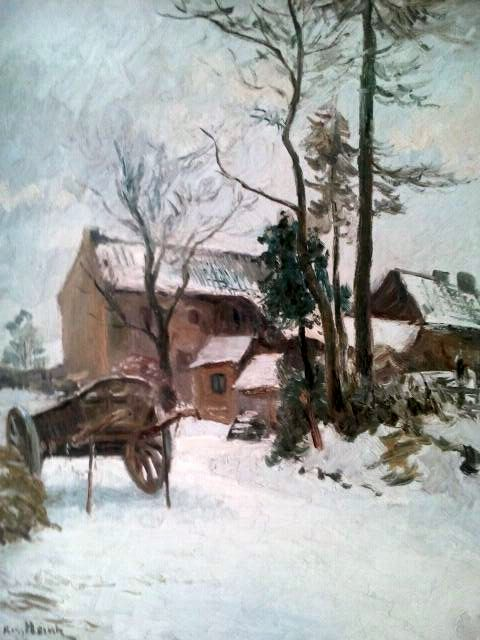
Neige à Sy (1899)
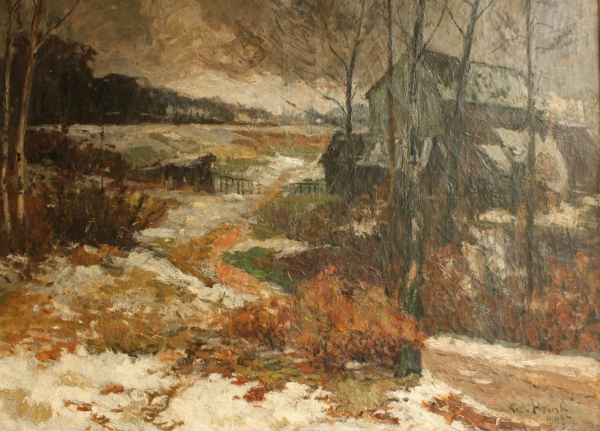
Dégel au bois d'Angleur (1900)
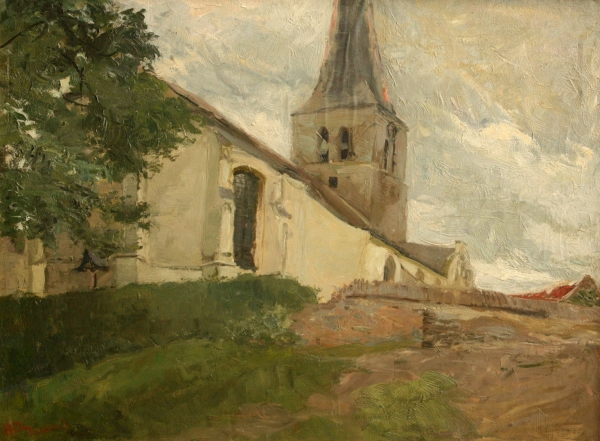
L'église (1902)
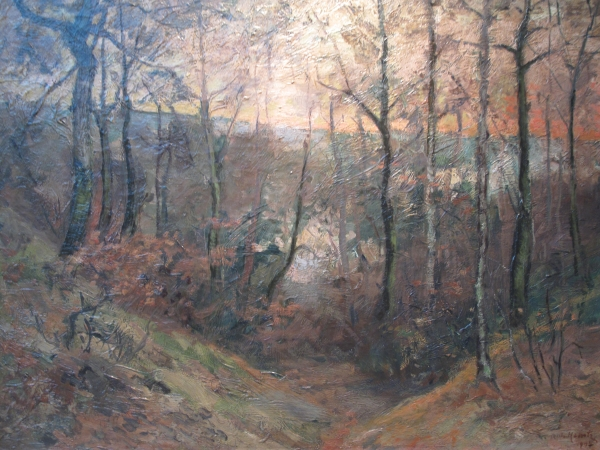
La Meuse vue du Sart-Tilman (1904)
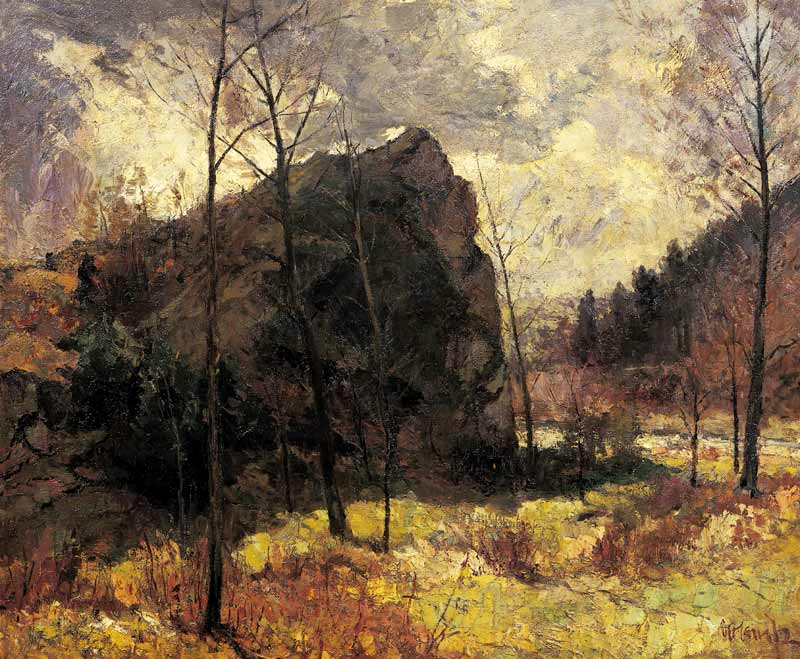
La Roche Noire (1905)
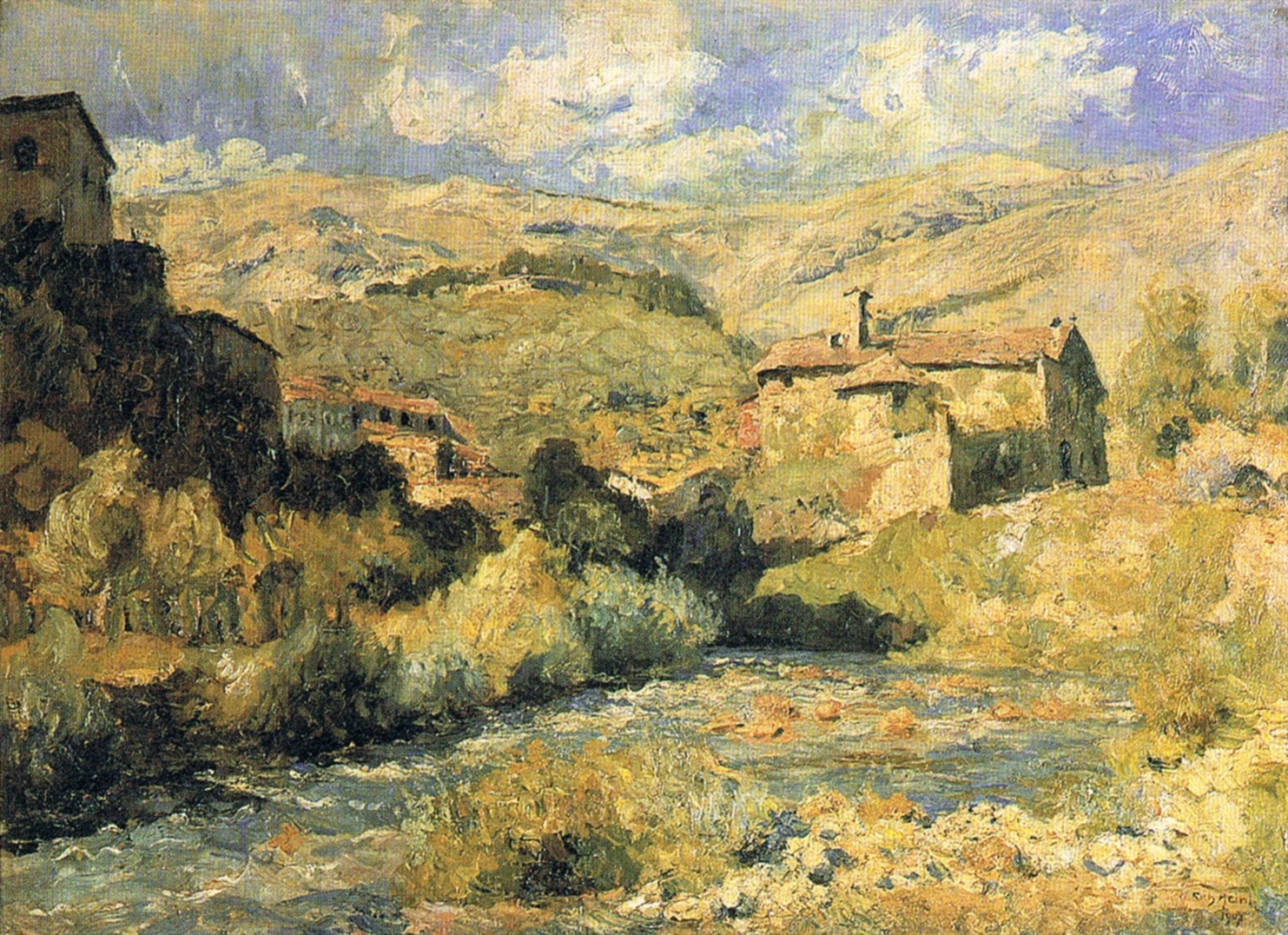
L'hospice des pauvres à Subiaco (1907)
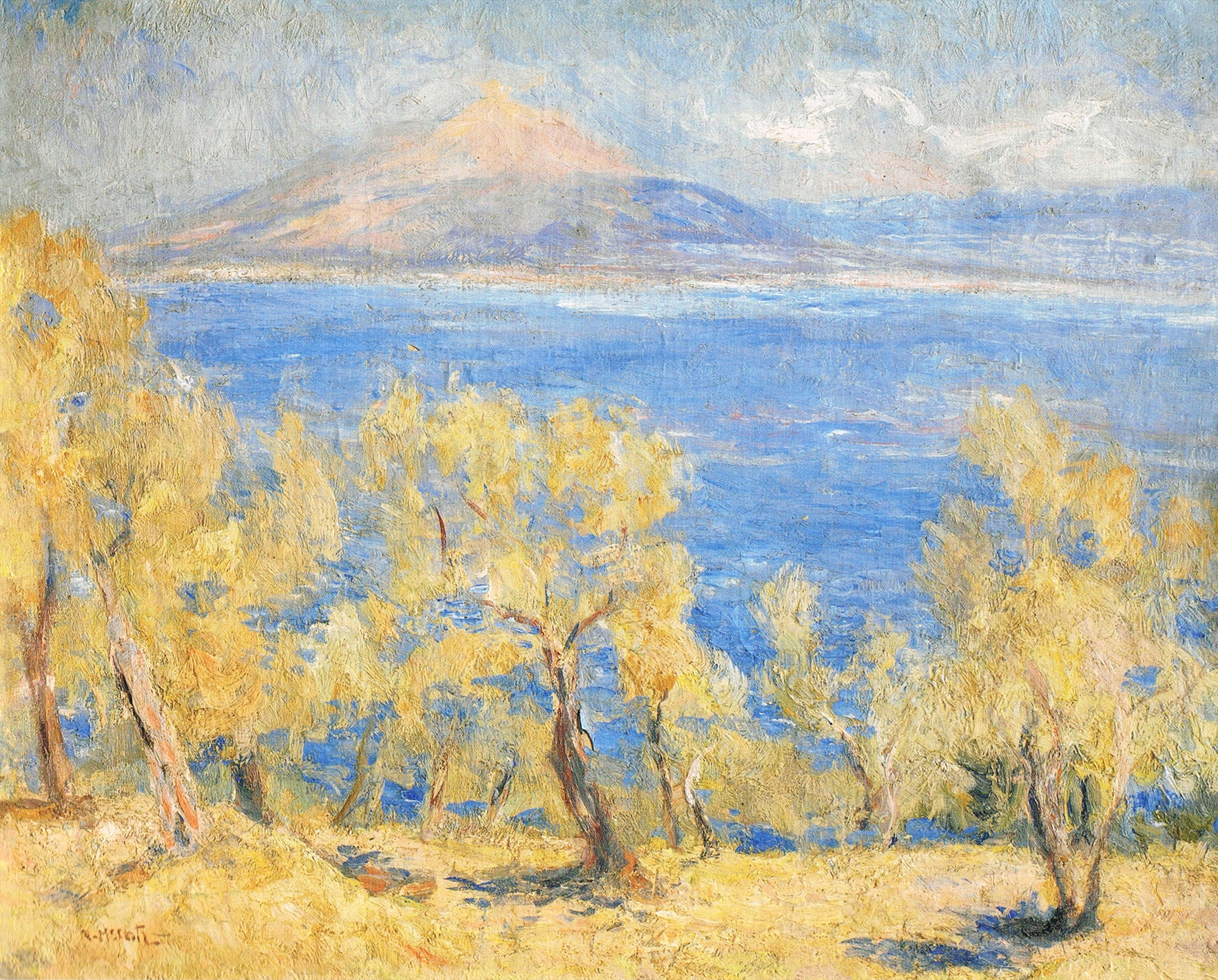
Le Vésuve vu de Sorrente (1907)
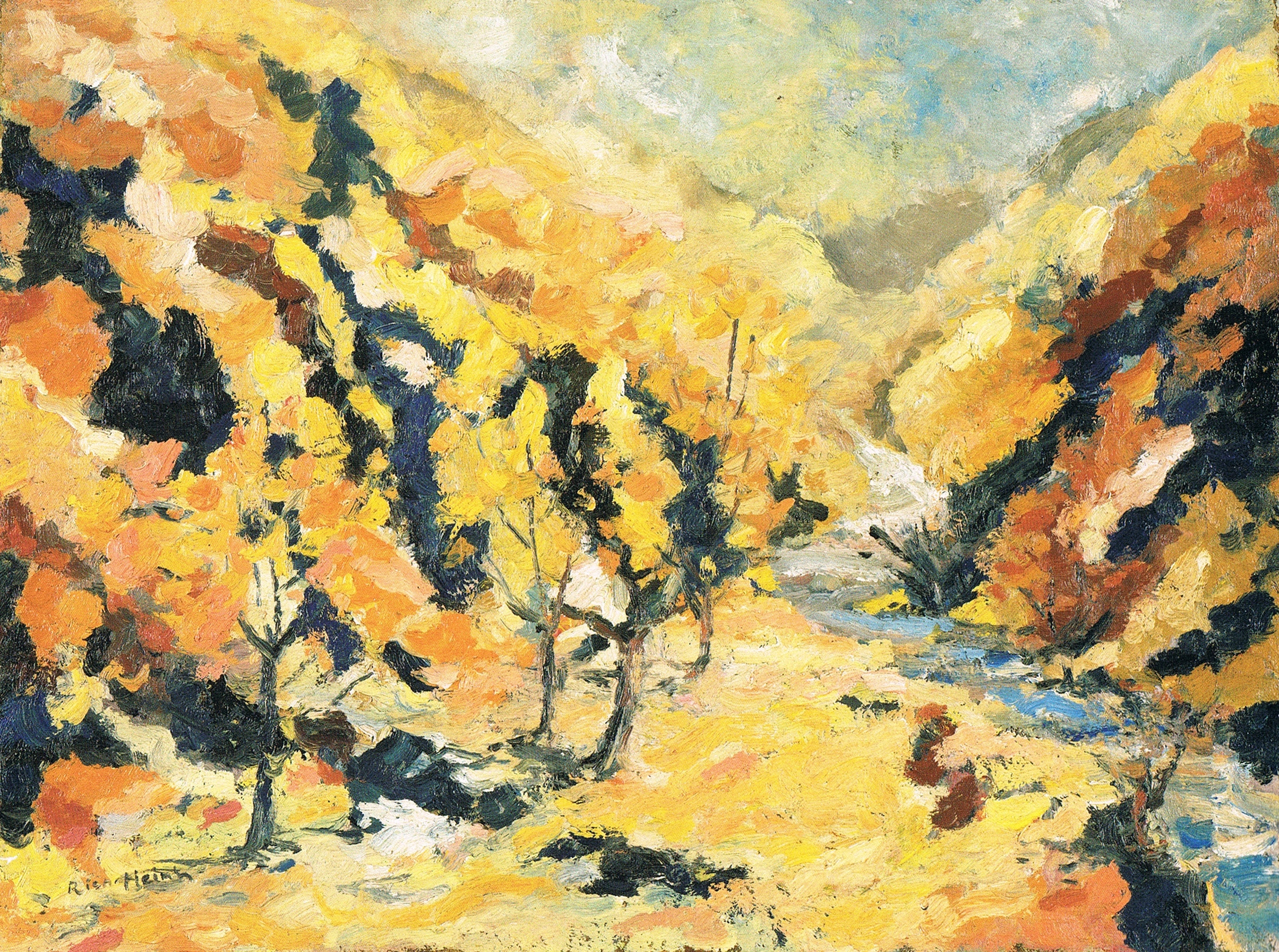
Soleil à Subiaco (1907)
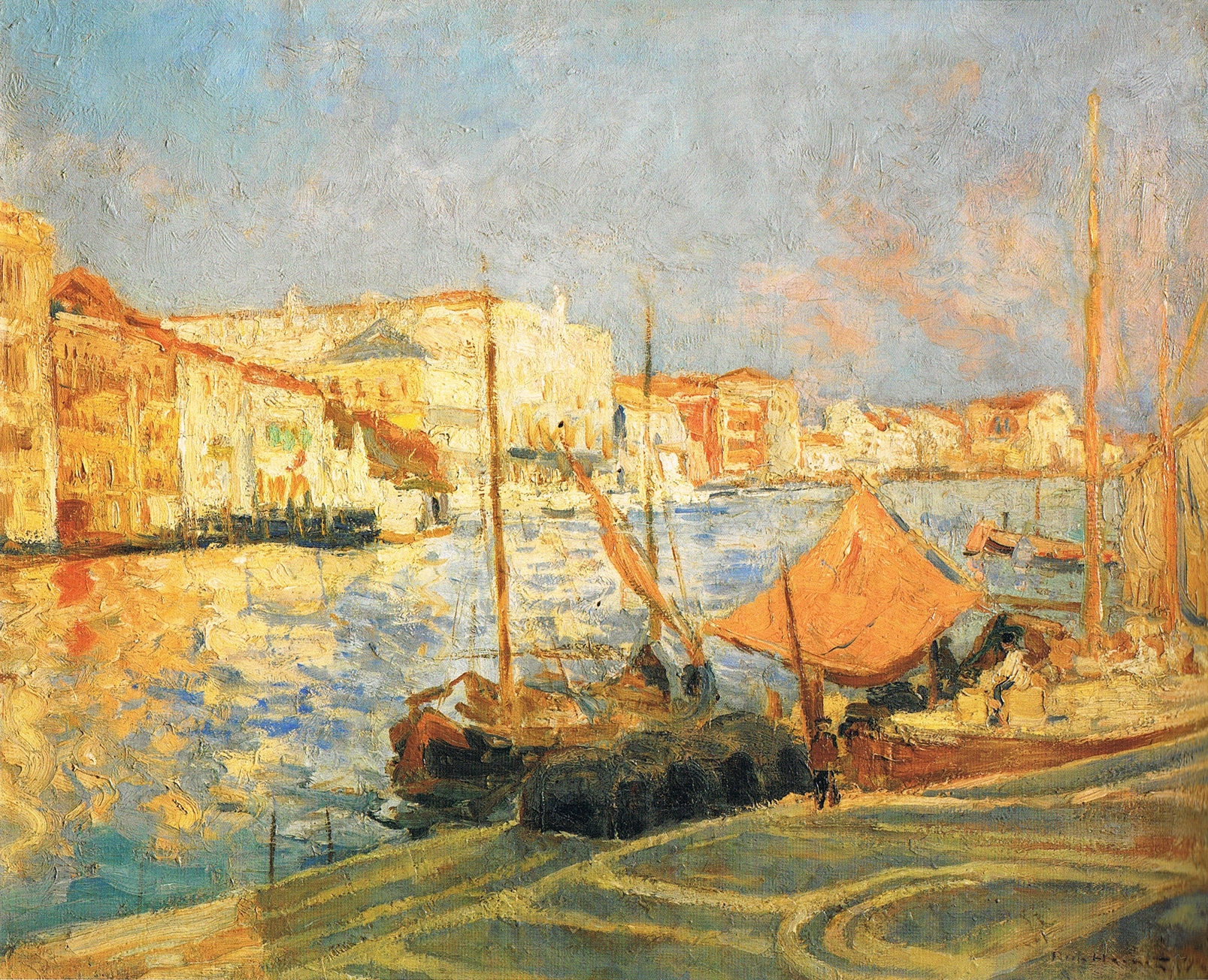
Le Grand Canal à Venise (1908)
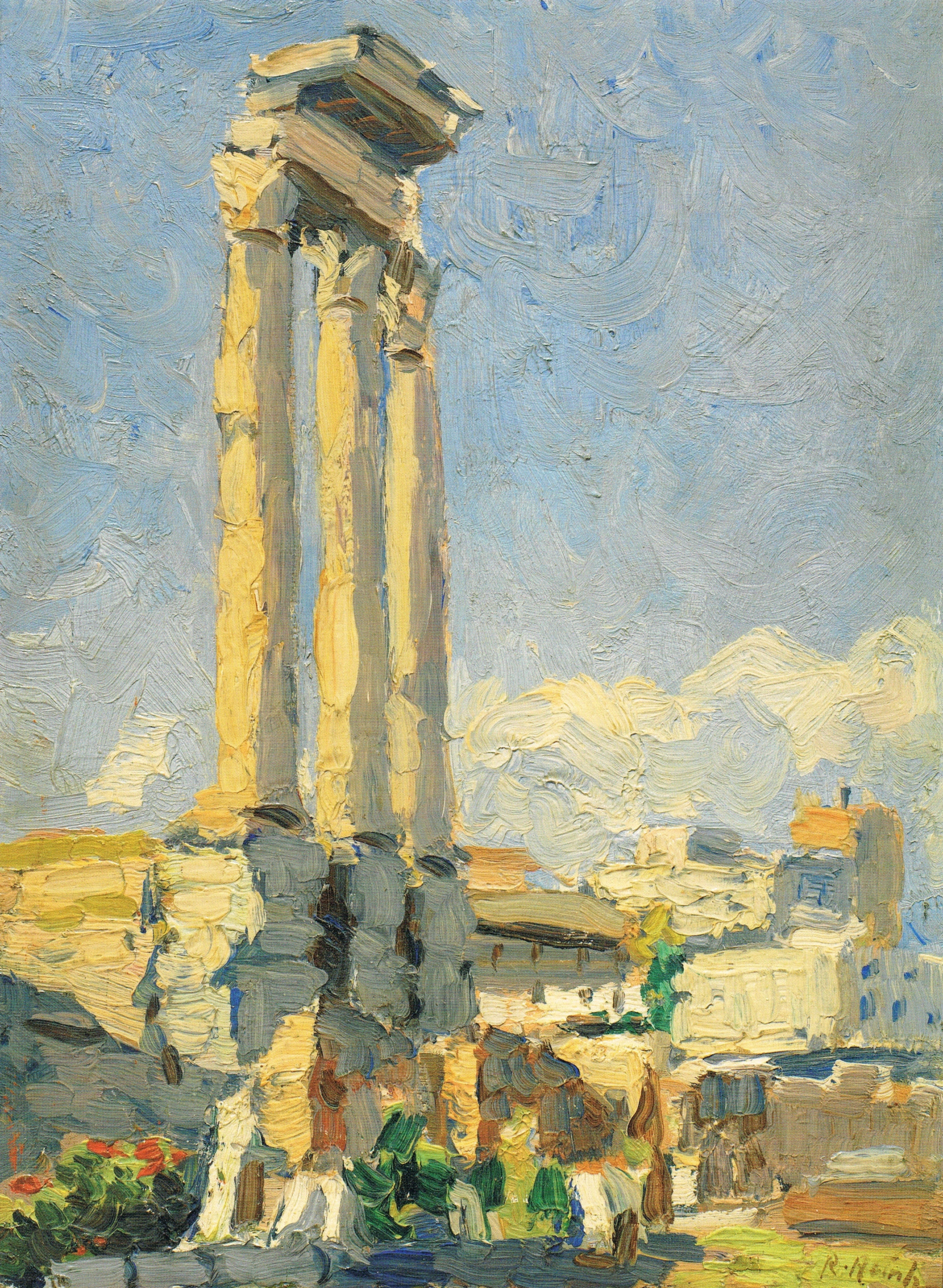
Le temple de Castor et Pollux à Rome (1912)
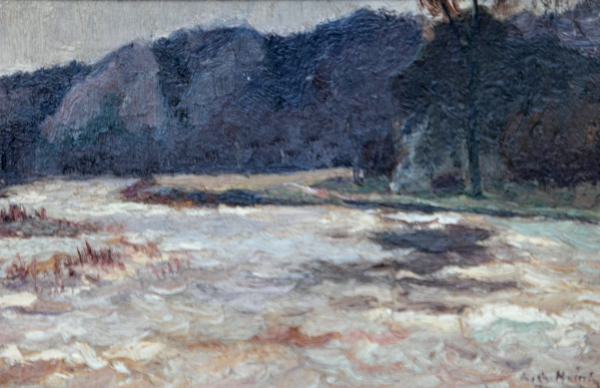
Les grandes eaux à la roche noire,hiver (1913)
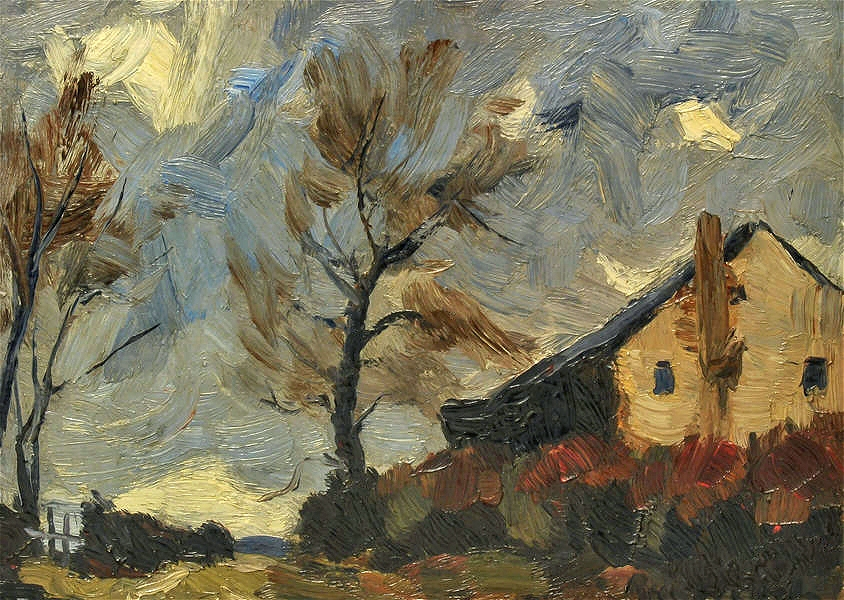
Temps venteux
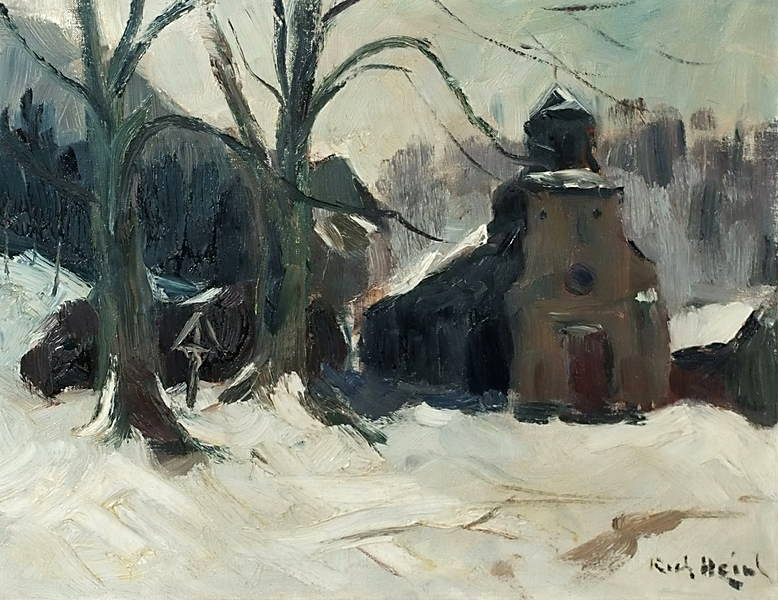
La chapelle de Sy
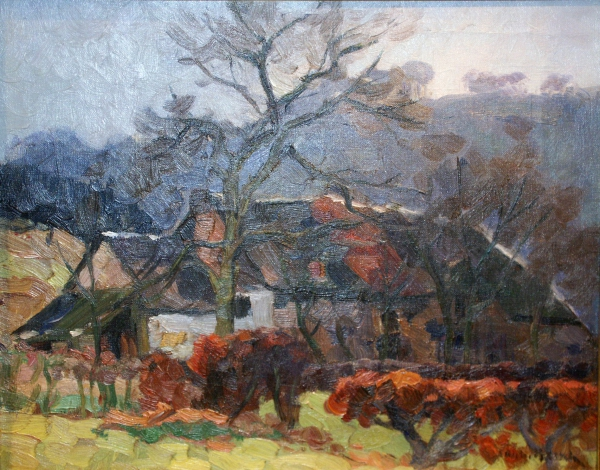
Vers le soir, Sy (1915)
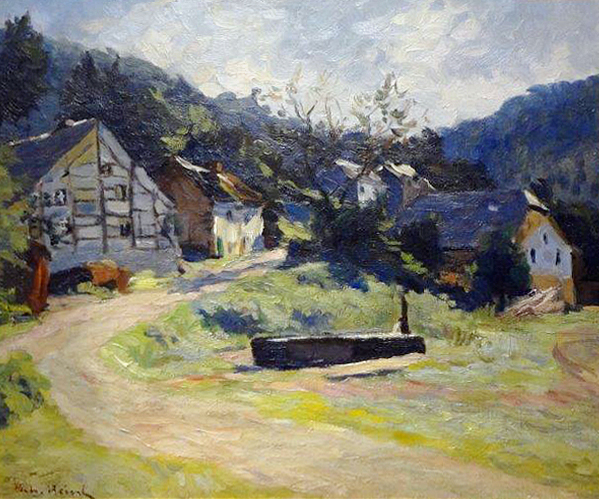
Lesse  (1916)
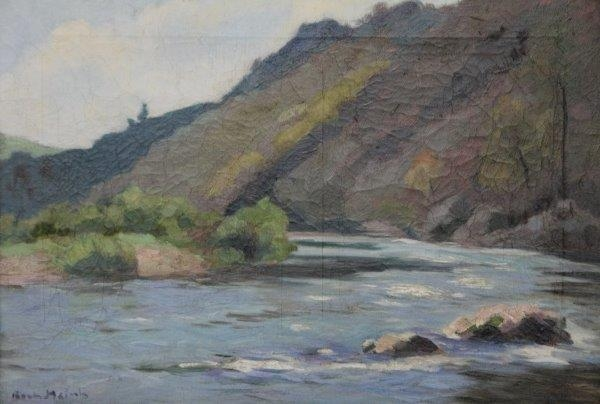
Matin d'avril à Hony (1918)
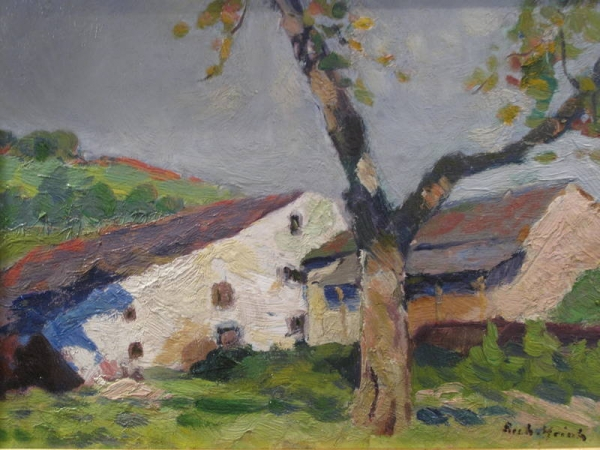
La ferme (1919)
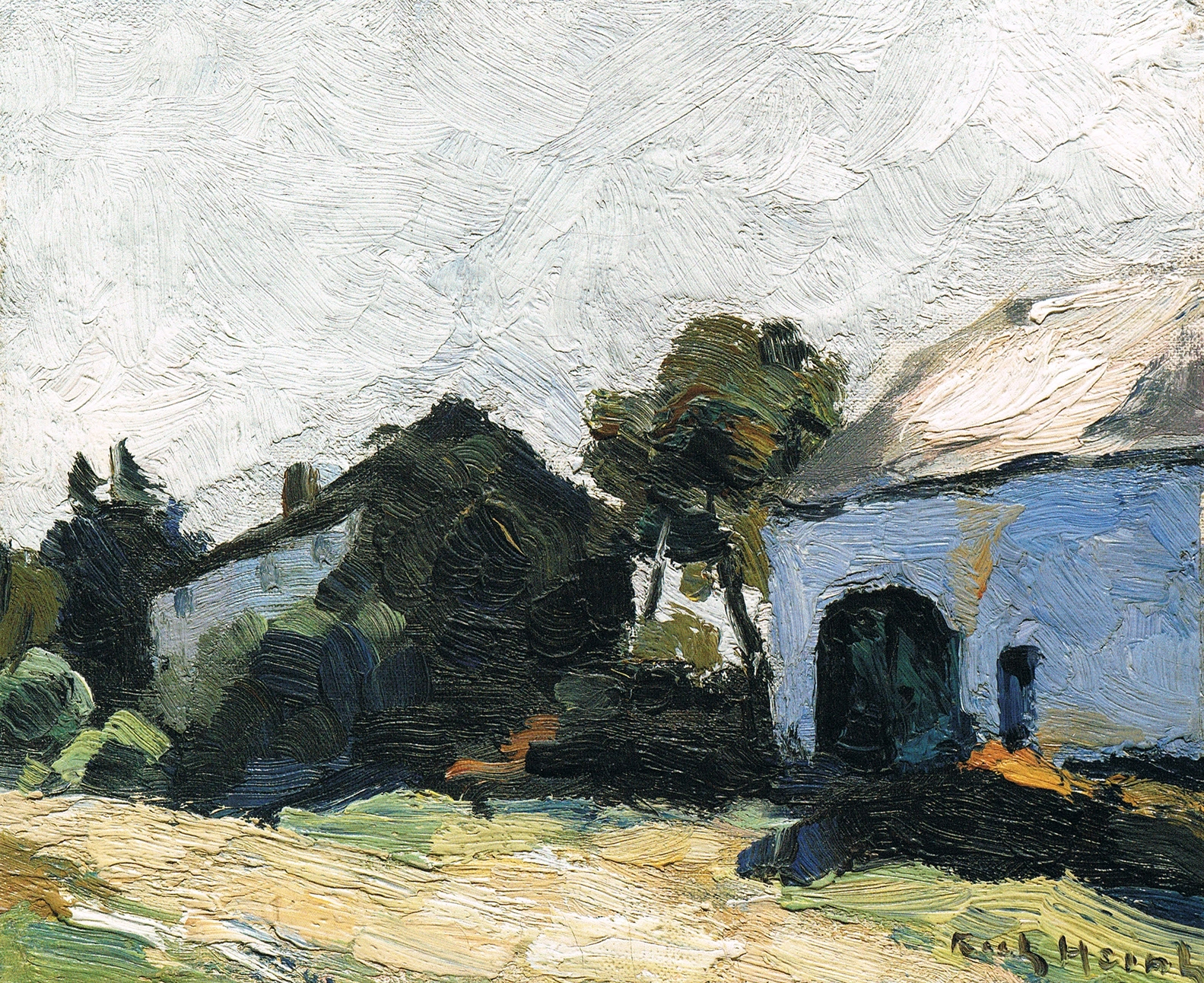
Maisons à Chiny (1921)
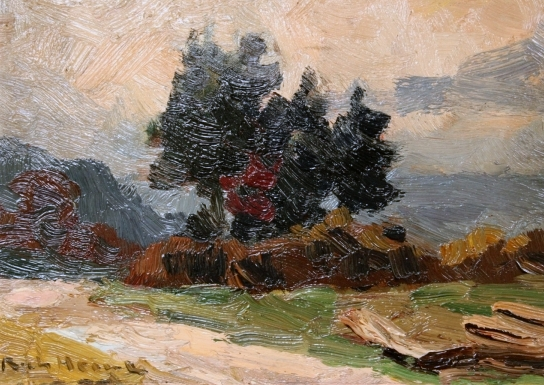
Crépuscule, Chiny (1922)
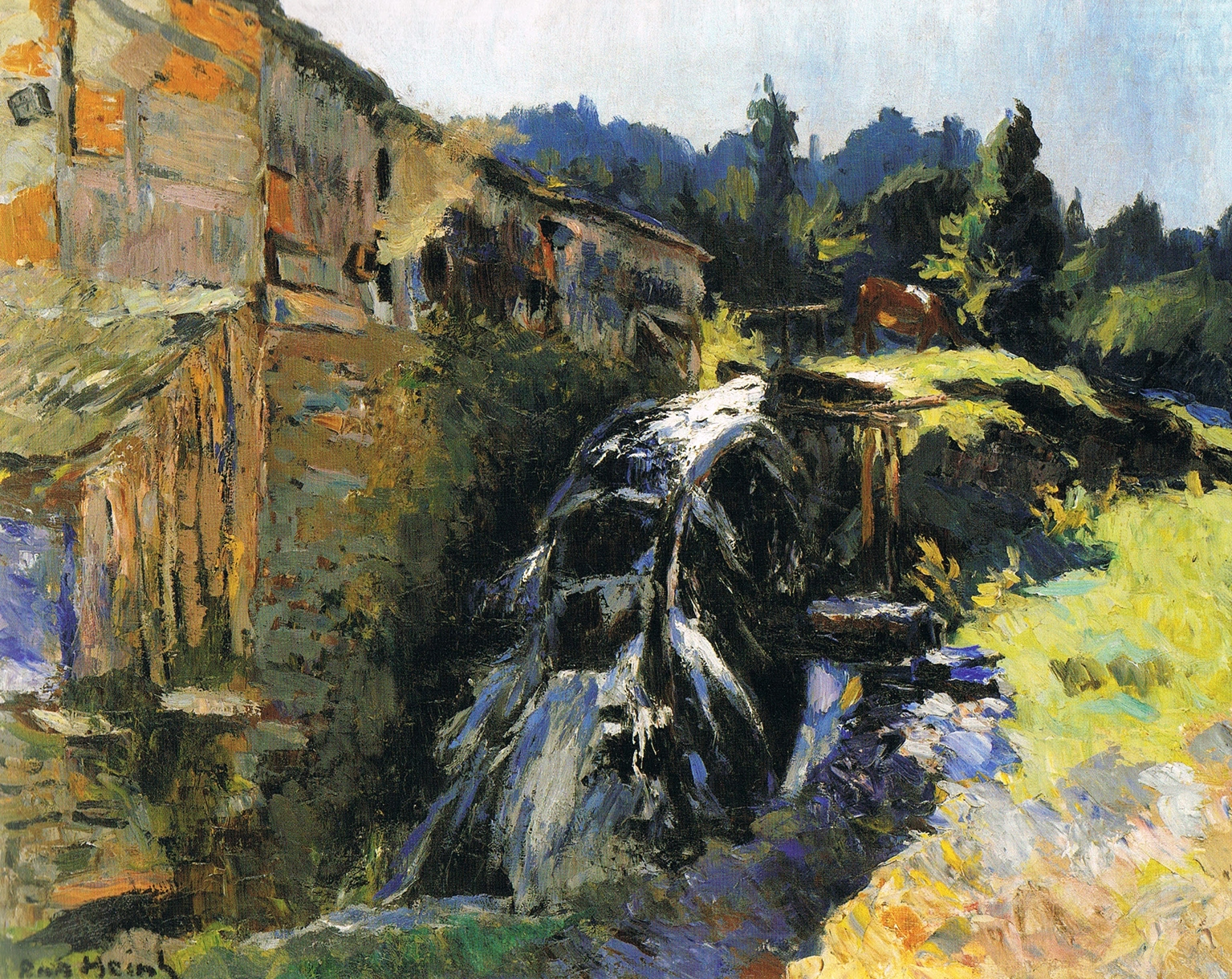
Le moulin de Molhan
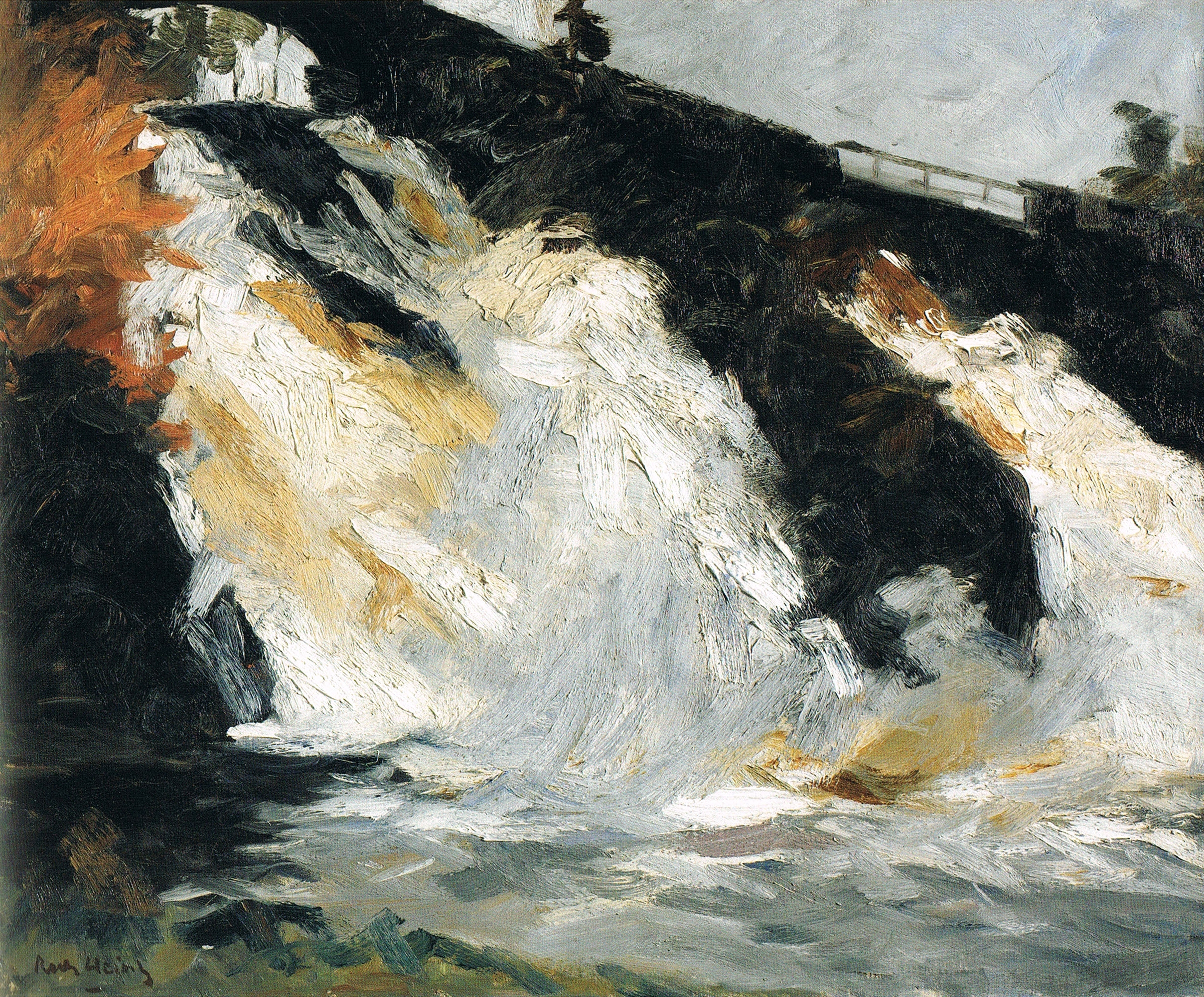
La cascade de Coo (1925)
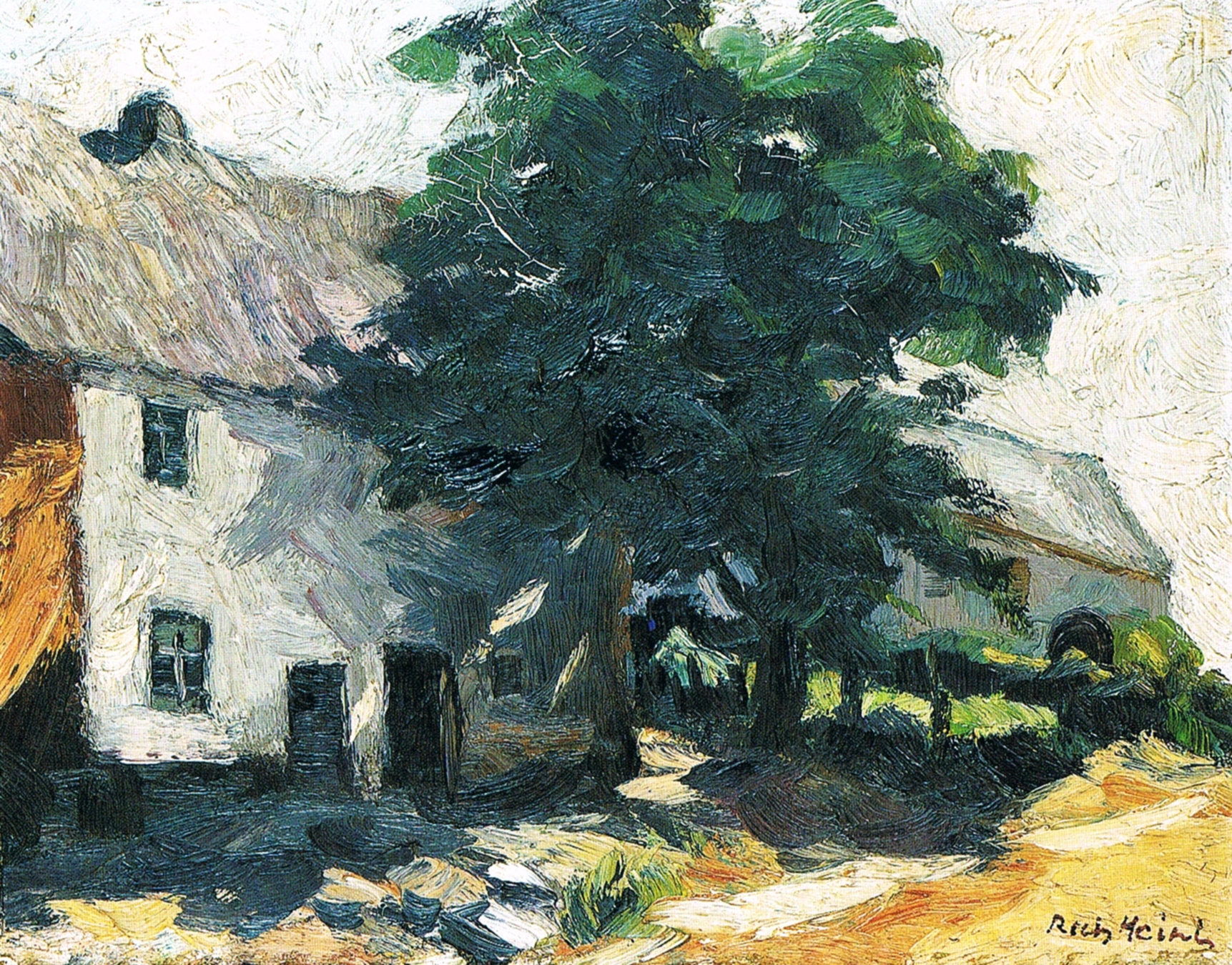
La chaumière Marcanette à Nassogne (1926)
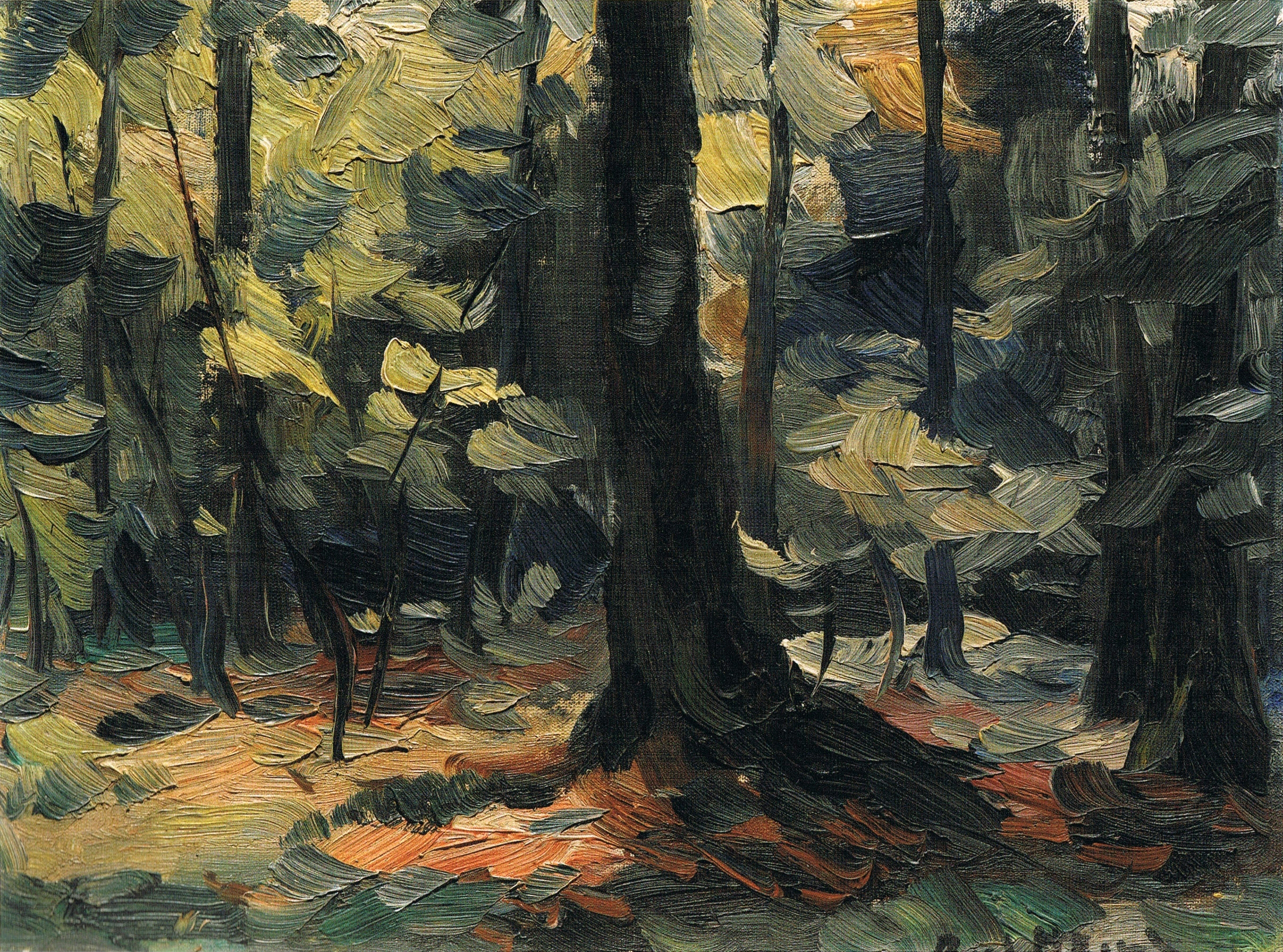
Vents au bois à Nassogne (1927)
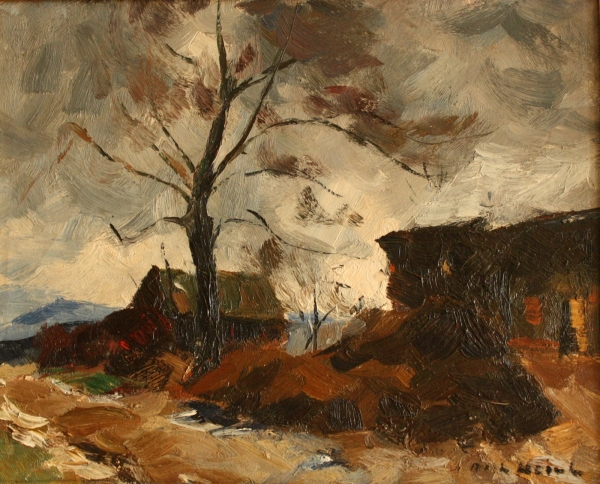
La ferme Colas à Nassogne (1928)
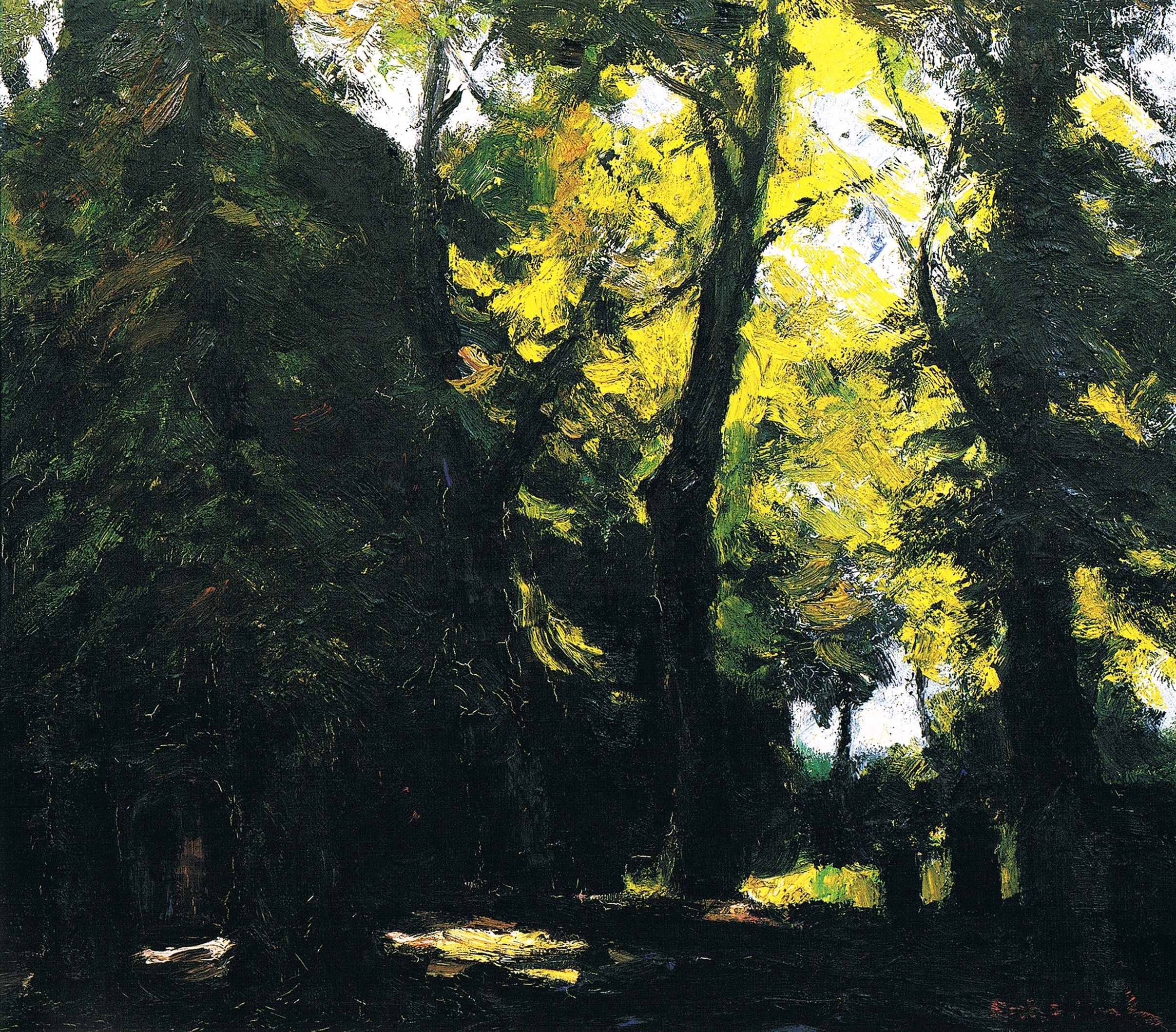
La collégiale de Nassogne (1928)
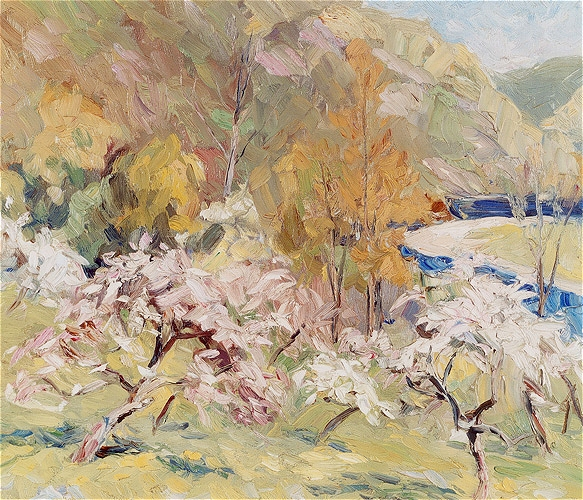
Le printemps à Sy (1929)

## Homenatges
- Rue Richard Heintz, a Herstal.
- Rue Richard Heintz, a Liège.
- Rue Richard Heintz, a Nassogne.
- Rue Richard Heintz, a Sy, (Ferrières).
- Monument Richard Heintz, a Sy, (Ferrières).
- Placa commemorativa a la seva casa natal, a Herstal.
- Placa commemorativa al carrer Richard Heintz, a Nassogne.
- Placa commemorativa a Tohogne.
- Bust de Richard Heintz de Louis Dupont al Museu de l'art Való, a Liège.